# Bruxelles-Roubaix
Bruxelles-Roubaix est une ancienne course cycliste franco-belge disputée entre Bruxelles et Roubaix. La première édition est disputée en 1901, puis deux autres suivent en 1905 et 1910.

## Palmarès
| Année | Vainqueur             | Deuxième           | Troisième           |
| ----- | --------------------- | ------------------ | ------------------- |
| 1901  | Hippolyte Aucouturier | Marcel Kerff       | Jean Fischer        |
| 1905  | Louis Trousselier     | Georges Passerieu  | Arthur Vanderstuyft |
| 1910  | René Vandenberghe     | Charles Crupelandt | Henri Devroye       |